# Байрамов, Фуад Гасан оглы
Фуад Гасан оглы Байрамов (азерб. Bayramov Fuad Həsən oğlu; род. 30 ноября 1994, Барда, Азербайджан) — азербайджанский футболист, полузащитник. Защищал цвета молодёжной сборной Азербайджана.

## Биография
C 11 лет занимается футболом в детской футбольной секции Спортшколы города Барда. В 14 летнем возрасте тренер Хайям Бекиров приглашает молодого футболиста в юношескую команду U-15 ФК «Интер» Баку. С 2009 года Фуад продолжает карьеру в U-17, после чего переходит в дубль команды.На протяжении футбольной карьеры играл во многих клубах.В 2015 году Фуад Байрамов женился есть сын

### Травма и лечение
19 апреля 2013 года, Фуад Байрамов, принимавший участие в матче дублирующих составов против закатальского «Симурга», по причине перебора желтых карточек в Премьер-лиге, получил тяжелую травму, в результате которой выбыл из строя до конца сезона. Футболисту была сделана срочная операция, во время которой у него была удалена одна почка. Фуад вновь вышел на поле после 7-ми месячного перерыва, 5 ноября 2013 года в матче дублирующих составов против бакинского «Рявана». А за несколько дней до этого руководство клуба «Интер» продлило срок контракта с Байрамовым ещё на два года.

## Клубная карьера

### Чемпионат
Являющийся воспитанником клуба премьер-лиги Азербайджана — ФК «Интер» Баку Фуад Байрамов, с 2011 года выступает в основном составе «банкиров».

### Кубок
Будучи игроком ФК «Интер» Баку, провел в Кубке Азербайджана две игры:
| № | Дата           | Раунд                     | Клуб         | Соперник     | Лига            | Итог  |
| - | -------------- | ------------------------- | ------------ | ------------ | --------------- | ----- |
| 1 | 28 ноября 2012 | Второй раунд — 1/8 финала | «МОИК»       | «Интер» Баку | Первый Дивизион | 0 : 3 |
| 2 | 7 марта 2013   | Третий раунд — 1/4 финала | «Интер» Баку | «Баку»       | Премьер-Лига    | 2 : 2 |

## Сборная Азербайджана
Имеет опыт выступления за юношеские (U-17 и U-19) и молодёжную сборные Азербайджана.
Дебютировал в составе юношеской сборной Азербайджана до 17 лет 22 октября 2010 года, в квалификационном матче Чемпионата Европы против сборной Португалии в городе Фару.

## Достижения
В составе ФК «Кешля» добился следующих успехов:
- 2013 — бронзовый призёр Премьер-лиги Азербайджана.